# Oh, Lady Be Good!
Oh, Lady Be Good! is een lied van George Gershwin op teksten van Ira Gershwin. Het nummer is geschreven voor de musical Lady, Be Good! uit 1924 en werd voor het eerst gezongen door Walter Catlett. Het is in de loop der jaren een veel gecoverde jazzstandard geworden, zowel in het Swing tijdperk als in de Modernjazz. Het is een geliefd thema bij jamsessions.

## Bijzonderheden
De populairste uitvoering is die van Ella Fitzgerald, die er een scat-song van maakt. Het lied werd geschreven voor de musicalshow die als werktitel ‘Black-Eyed Susan’ had. Toen tijdens de repetities de schrijvers Bolton en Thompson het lied hoorden, besloten ze de titel van de show te veranderen in ‘Lady, Be Good!’. Wat vooral voor die tijd vrij uniek is om een show naar een lied te noemen.
Ira schrijft in zijn boek Lyrics On Several Occasions tussen de woorden ‘Lady’ en ‘Be’ een komma: Oh, Lady, Be Good!. De titel van de musical is hetzelfde maar zonder het uitroep ‘Oh’: Lady, Be Good!, maar in de meeste boeken wordt de titel van het lied geschreven als: Oh, Lady Be Good!, zonder een komma tussen ‘Lady’ en ‘Be’, maar altijd met een uitroepteken op het eind.

## Vorm en tempo
Het lied bestaat uit 32 maten en heeft de liedvorm A-A-B-A. Het tempo is matig snel (moderato) met als extra aanduiding “slow and gracefully”. Het lied staat in G majeur en heeft een alla breve maatsoort.

Het A-gedeelte van The Man I Love:

## Vertolkers[1]
- Louis Armstrong
- Count Basie
- Sidney Bechet
- Ruby Braff
- Pee Wee Russell
- Dave Brubeck
- Kenny Burrell
- Joe Bushkin
- Billy Butterfield
- Benny Carter
- Stan Getz
- Harry Edison
- Charlie Christian
- Eddie Condon
- Tadd Dameron
- Joe Daniels
- Buddy DeFranco
- Herb Ellis
- Joe Pass
- Ella Fitzgerald
- Slim Gaillard
- Jan Garber
- Erroll Garner
- Dizzy Gillespie
- Benny Goodman
- Jerry Gray
- Jimmy Grier
- Lionel Hampton
- Coleman Hawkins
- Earl Hines
- Johnny Hodges
- Joe Guy
- Howard McGhee
- Charlie Ventura
- Gene Krupa
- Al Killian
- Charlie Parker
- Willie Smith
- Lester Young
- Ken Kersey
- Yank Lawson
- George Lewis
- Glenn Miller
- Thelonious Monk
- Phil Moore
- Gerry Mulligan
- Lee Konitz
- Red Nichols
- Red Norvo
- Joe Pass
- Leonardo Pedersen
- Oscar Peterson
- André Previn
- Wolfgang Schlüter
- Artie Shaw
- Jack Sheldon
- Jimmy Smith
- Stuff Smith
- Willie "The Lion" Smith
- Eddie South
- Muggsy Spanier
- Joe Sullivan
- Art Tatum
- Billy Taylor
- Charlie Ventura
- Ben Webster
- Dickie Wells
- Mary Lou Williams
- Teddy Wilson
- Snooky Young
- Paul Whiteman